# La Chanson des nations
Pour plus de détails, voir Fiche technique et Distribution.
La Chanson des nations (titre allemand : Das Lied der Nationen) est un film franco-allemand réalisé par Maurice Gleize et Rudolf Meinert, sorti en 1931.

## Synopsis
Lors d'un important concours international de composition musicale, servant à une meilleure compréhension entre les peuples, un jeune musicien n'envoie pas à temps œuvre au jury mais il gagnera toutefois l'affection de son inspiratrice.

## Fiche technique
- Titre français : La Chanson des nations
- Titre allemande : Das Lied der Nationen
- Réalisation : Maurice Gleize et Rudolf Meinert
- Scénario : Johannes Brandt et Wolfgang Geiger
- Photographie : René Guichard et Paul Portier
- Son : Maurice Carrouet
- Musique : Pablo Labor, Marc Roland et Francis Casadesus
- Sociétés de production : Apollon Films - Union Film
- Pays de production :  France, Allemagne  République de Weimar
- Durée : 98 minutes
- Date de sortie : 
  - France : 10 juillet 1931

## Distribution
- André Roanne : Adrien Duclos
- Dolly Davis : Renée
- Henri Baudin : Richard Vigneron
- Simone Cerdan : Yvonne Fleury
- André Dubosc : Antoine
- Jim Gérald : le président
- Céline James[1] : Mme Vigneron
- Jack Trevor : le délégué anglais